# Fabricio Domínguez
Fabricio Domínguez Huertas (Montevidéu, 24 de junho de 1998) é um futebolista uruguaio que atua como meio-campista. Atualmente joga pelo Cerro Porteño.

## Carreira

### Racing
Nascido em Montevidéu, Uruguai, Fabricio se mudou para a Argentina em 2017, pois teve a oportunidade de iniciar sua carreira no Racing, subindo para o futebol profissional em julho de 2018.

### Tigre
Após alguns meses, especificamente em agosto de 2019 Fabricio fechou com o Tigre por empréstimo, no mesmo mês ele estreou pelo time com uma derrota em casa para o Quilmes, apos quase um ano no Tigre, voltou para o Racing, onde seguiu até 2022.

### Defensa y Justicia
Em julho de 2022, Dominguez acerta com o Defensa y Justicia por empréstimo com opção de compra, o contrato acabou logo em dezembro de 2022.

### Argentinos Juniors
Sem muito espaço no Racing, foi novamente emprestado, só que dessa vez para o Argentinos Juniors, com o contrato até o fim de 2023.

### Sport
Em 2024 o Sport fecha contratação com o Fabricio Dominguez, novamente emprestado pelo Racing. Fez sua estreia no campeonato pernambucano, em uma partida de clássico das multidões, onde venceu por 2 a 1, ganhando assim, o coração de todo torcedor rubro negro. Após a estreia pelo Sport, ele recebeu o apelido de ”Diabo Loiro” pela torcida, devido a coloração do seu cabelo por estar pintado de loiro, e sua impressionante estreia. Depois de ter sido um dos protagonistas na conquistas do acesso, teve seu passe comprado em definitivo e segue no clube rubro-negro.

## Títulos
Sport
- Campeonato Pernambucano: 2024, 2025[6]